# Essere come la moglie di Cesare
Essere come la moglie di Cesare è un idiomatismo della lingua italiana. Riferito ad una persona, significa che questi deve apparire al di sopra di ogni sospetto.
L'espressione trae significato dal divorzio di Giulio Cesare da Pompea. Clodio, l'amante di lei, si era introdotto nella casa di Giulio Cesare in occasione di una celebrazione in onore della dea Bona. Accortosi di ciò Giulio Cesare chiese il divorzio, tuttavia al processo non fece menzione del fatto e alla richiesta di una motivazione rispose che sua moglie non avrebbe dovuto essere nemmeno toccata dal sospetto.
L'espressione in sé o il solo riferimento alla "moglie di Cesare" viene talvolta utilizzato nella dialettica politica.